# Fablok
Pierwsza Fabryka Lokomotyw w Polsce «FABLOK» Spółka Akcyjna в настоящее время более известная как просто Fablok — польская локомотивостроительная (в настоящее время исключительно тепловозостроительная) компания, расположенная в городе Хшанув. Была основана в 1919 году и стала первой локомотивостроительной компанией на территории современной Польши.

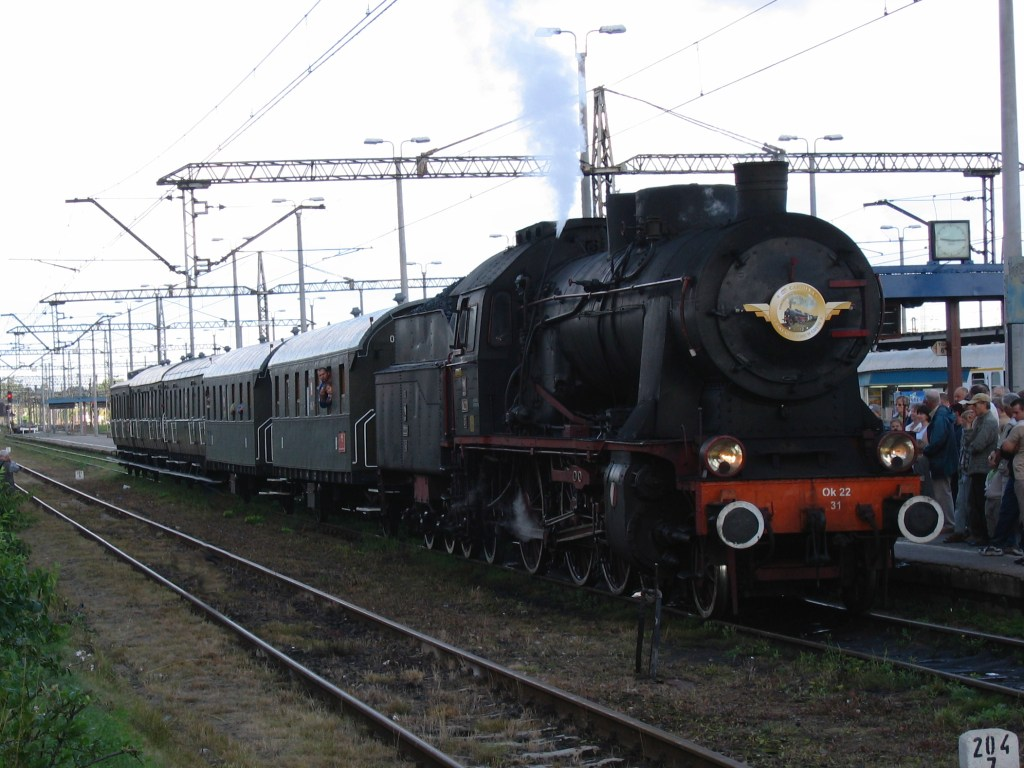
Паровоз O_{k}22

## История
Компания была основана 22 мая 1919 года и первоначально называлась «Fabryka Lokomotyw w Polsce S.A.» рус. Локомотивная фабрика Польши), а спустя год правительство заключает с ней контракт на поставку в течение 10 лет 1200 паровозов. В том же году компания меняет название на «Pierwsza Fabryka Lokomotyw w Polsce S.A. Zakłady w Chrzanowie».
Завод выпускал локомотивы как европейской колеи, так и русской, а также узкоколейные.
7 апреля 1924 году компания выпускает первый паровоз польской постройки — Tr21 который поступил на Польские государственные железные дороги (PKP). 5 ноября 1925 года завод выпускает свой 100-й паровоз, а в начале июня 1927 — 200-й. С 1931 года завод начал поставлять паровозы на экспорт: первоначально в Болгарию, затем в Марокко, Латвию и Советский Союз. Помимо паровозов, в 1936 году завод выпустил 5 скоростных автомотрис Luxtorpeda, а годом ранее, по лицензии Metropolitan-Vickers, 4 электровоза EL100. В 1936 году завод выпускает 2 опытных паровоза Pm36, один из которых (Pm36-1) через год на Всемирной парижской выставке получил Золотую медаль (Гран-при тогда досталось советскому ИС). Также, ещё в довоенные годы, компания выпустила первые дизель-поезда, электропоезда и рельсовые автобусы.
В 1939 году началась Вторая мировая война, в ходе которой немецкая армия оккупировала Польшу. В связи с этим, компания переходит под немецкое управление, став частью «Deutsche Lokomotiv-Vereinigung».
После освобождения Польши, уже 21 февраля 1945 года завод выпустил свой первый послевоенный локомотив — паровоз Ty42.
В 1951 году меняется название предприятия — завод стал называться «Фабрика локомотивов имени Феликса Дзержинского».
С 1945 по 1963 год завод выпустил свыше 3600 паровозов. Все они поставлялись в страны социалистического содружества: Албания, Болгария, Югославия, Румыния, Венгрия, Китай, Северная Корея, Вьетнам и СССР, а также в Индию. Естественно паровозы оставались и в Польше.
С 1947 года компания начинает выпуск тепловозов. В 1963 году прекращается выпуск паровозов.